# Mike Bahía
Michael Egred Mejía (Cali, 27 de junio de 1986), más conocido como Mike Bahía, es un cantante y compositor colombiano. Su música incluye géneros como el pop latino, el reguetón, el dance y la música tropical.

## Biografía

### Inicios
Bahía nació en Cali, Colombia, y creció en la Isla de Margarita, Nueva Esparta, Venezuela, lugar en donde vivió y culminó sus estudios primarios y secundarios antes de trasladarse junto a sus padres a Bogotá, Colombia. En su infancia creció tocando la guitarra y el piano, pero no se dedicó a la música a tiempo completo hasta después de haber terminado sus compromisos educativos. Bahía se matriculó en la universidad para estudiar. También es primo de Juan Diego Muñóz Angulo.
Fue en 2013 que inició su carrera con su participación en el reality La voz Colombia en su segunda edición, donde fue púpilo de la artista colombiana Fanny Lu. Fue hasta 2014 voz líder de la agrupación caleña Capzula.
Ese mismo año, inició su carrera de solista lanzando su primer sencillo de gran avance, «Buscándote», producida por Montana The Producer (J Álvarez, Chris G El Soldado), Juan Jhail (Kevin Roldán, Alkilados) y Ronny Watts, y que se hizo popular en América del Sur. Siguió con «Estar contigo» y «Tarde» antes de aparecer en un puñado de colaboraciones en 2015 con artistas como Alejandro González («Le hace falta un beso»), Gusi («Tú tienes razón») y Alkilados («Magdalena»).
En 2017 Bahía lanzó su EP debut, Yo Soy, y firmó con Warner Music. Su primer sencillo discográfico, "Déjame", llegó más tarde ese año.
El músico, que trabajaba en la promoción de la carrera musical de su novia Greeicy Rendón, presenta el primer sencillo del álbum que lanzará con Warner Music y que fue producido por Mosty (J Balvin, Piso 21, Juanes)

### 2017:Yo soy
Déjame, el primer sencillo promocional del álbum, fue compuesto por Mike Bahía  bajo la producción del ganador de Grammy Sky y mezclado por Mosty en los estudios de Infinity Music en Medellín.Después de ocupar las primeras posiciones de los listados radiales con sus éxitos Buscándote, Tarde, La Muñeca, entre otros, Mike Bahía presenta su primera placa musical titulada Yo Soy, un trabajo de larga duración que trae plasmada la esencia, sonido y estilo musical del artista colombiano.El video oficial fue rodado en Los Ángeles bajo la dirección de Juan Manuel Sierra y Jean Paul Egred, con la participación de los youtubers colombianos Mario Ruiz y Mattew Windey.Junto a Déjame y Sola Bonita se encuentran dos colaboraciones internacionales, una junto al cantante boliviano Bonny Lovy en Una Noche en Hawaii y Alguien me dijo sencillo producido por el reconocido Maffio que cuenta con la participación del artista jamaiquino Red Rat.

### 2018 y 2019:Navegando
En marzo de 2018, presentó su sencillo Quédate aquí, el cual fue grabado en Medellín. Meses después, presentó Serenata, el cual contiene una fusión entre música urbana y mariachi. Semanas después, lanzó Canciones con mentiras, donde lo presenta a ritmo fusión entre balada y urbana. A finales del año, presentó Esta noche, la cual lo interpretó junto a su novia Greeicy a ritmo de bachata.
A mediados de 2019, lanzó su nuevo sencillo La lá, el cual tuvo la participación de Ovy On The Drums, quien además produjo la canción junto a Bahía. Para noviembre del mismo año, lanzó su primer álbum de estudio titulado Navegando, el cual lo presentó junto a su nuevo sencillo Detente, donde contó con la participación del cantante venezolano Danny Ocean.
Entre junio y agosto de 2021, participó como entrenador en la cuarta temporada de La voz Perú, junto a Eva Ayllón, Guillermo Dávila y Daniela Darcourt. Su participante finalista fue Randy Feijoo, que ocupó el segundo puesto.

## Discografía

### Álbumes de estudio
| Título    | Detalles |
| --------- | --- |
| Navegando | - Lanzamiento: 15 de noviembre de 2019 - Discográfica: Warner Music México - Formato: Descarga digital, CD, streaming |
| Contento  | - Lanzamiento: 2 de diciembre de 2021 - Discográfica: Warner Music México - Formato: Descarga digital, CD, streaming  |
| Contigo   | - Lanzamiento: 27 de abril de 2023 - Discográfica: Warner Music México - Formato: Descarga digital, CD, streaming     |
| Calidosa  | - Lanzamiento: 7 de noviembre de 2024 - Discográfica: Warner Music México - Formato: Descarga digital, CD, streaming  |

### EPs
| Título | Detalles |
| ------ | --- |
| Yo soy | - Lanzamiento: 19 de mayo de 2017 - Discográfica: Warner Music México - Formato: Descarga digital, CD, streaming |

### Sencillos como artista principal
| Año  | Sencillo                                                               | Posiciones en listas | Posiciones en listas | Posiciones en listas | Posiciones en listas | Álbum     |
| Año  | Sencillo                                                               | COL                  | ARG                  | MEX                  | ESP                  | Álbum     |
| ---- | ---------------------------------------------------------------------- | -------------------- | -------------------- | -------------------- | -------------------- | --------- |
| 2014 | «Buscándote»                                                           | —                    | —                    | —                    | —                    | Sin álbum |
| 2014 | «Estar contigo»                                                        | —                    | —                    | —                    | —                    | Sin álbum |
| 2015 | «Tarde»                                                                | —                    | —                    | —                    | —                    | Sin álbum |
| 2016 | «La muñeca»                                                            | —                    | —                    | —                    | —                    | Sin álbum |
| 2017 | «Perdón»                                                               | —                    | —                    | —                    | —                    | Sin álbum |
| 2017 | «Déjame»                                                               | —                    | —                    | —                    | —                    | Sin álbum |
| 2018 | «Quédate aquí»                                                         | —                    | —                    | —                    | —                    | Navegando |
| 2018 | «Serenata»                                                             | —                    | —                    | —                    | —                    | Navegando |
| 2018 | «Canciones con mentiras»                                               | —                    | —                    | —                    | —                    | Navegando |
| 2018 | «Esta noche» (con Greeicy)                                             | —                    | —                    | —                    | —                    | Navegando |
| 2019 | «La lá» (con Ovy on the Drums)                                         | —                    | —                    | —                    | —                    | Navegando |
| 2019 | «Detente» (con Danny Ocean)                                            | —                    | —                    | —                    | —                    | Navegando |
| 2020 | «Cuenta conmigo» (con Llane, PJ Sin Suela y Mozart La Para)            | —                    | —                    | —                    | —                    | Contento  |
| 2020 | «Quiéreme»                                                             | —                    | —                    | —                    | —                    | Contento  |
| 2021 | «La rutina»                                                            | —                    | —                    | —                    | —                    | Contento  |
| 2021 | «Colorao» (con Lenny Tavárez)                                          | —                    | —                    | —                    | —                    | Contento  |
| 2021 | «Ay amor» (con Guaynaa y Ñejo)                                         | —                    | —                    | —                    | —                    | Contento  |
| 2022 | «Att: Amor» (con Greeicy)                                              | —                    | —                    | —                    | —                    | Contento  |
| 2022 | «A dónde te me fuiste» (con Cornelio Vega y Su Dinastía, y Ramón Vega) | —                    | —                    | —                    | —                    | Contento  |
| 2022 | «La falta» (con Carín León)                                            | —                    | —                    | —                    | —                    | Contigo   |
| 2022 | «El egoísmo» (con Dekko y Keityn)                                      | —                    | —                    | —                    | —                    | Contigo   |
| 2022 | «De qué manera»                                                        | —                    | —                    | —                    | —                    | Contigo   |
| 2023 | «Mi pecadito» (con Greeicy)                                            | —                    | —                    | —                    | —                    | Contigo   |
| 2023 | La depre                                                               | —                    | —                    | —                    | —                    | Sin álbum |

### Colaboraciones
- 2015: Tú tienes razón (con Gusi)
- 2015: Le hace falta un beso (con Alejandro González)
- 2015: Magdalena (con Alkilados)
- 2016: Demasiado brutal (con Marielle Hazlo)
- 2016: Prohibido (con Mia Mont)
- 2017: Tu enemiga (con Karen Méndez)
- 2017: Amantes (con Greeicy)
- 2017: Prohibido (con Mia Mont)
- 2018: Te besaré (con Jonathan Moly, Bryant Myers & Andy Rivera)
- 2018: Yo te quiero más (con Ventino)
- 2019: Quién dijo miedo (con Sharlene)
- 2019: Por vos (con JD Pantoja)
- 2019: Sayonara (con Ana Guerra)
- 2020: Si tú te vas (con Álex Ubago)
- 2020: Tu nombre (con Cali & El Dandee)
- 2021: La Mitad (con Nacho y Carlos Vives)
- 2021: Ay amor! (con Guaynaa y Ñejo)
- 2021: Att: Amor (con Greeicy)
- 2022: La Falta (con Carín León)

## Filmografía

### Televisión
- Francisco el matemático (2017); participación especial
- La niña (2016); participación especial
- Mira quién baila (2018); participación en la competencia
- La voz Perú (2021); entrenador
- ¿Quién cocina esta noche? (2022); El mismo[15]

## Premios y nominaciones

### Premios Heat Latin Music Awards
| Año  | Trabajo Nominado                    | Categoría            | Resultado |
| ---- | ----------------------------------- | -------------------- | --------- |
| 2019 | Él mismo                            | Mejor Artista Andino | Ganador   |
| 2019 | Él mismo en colaboración de Greeicy | Mejor Colaboración   | Ganador   |

### Premios Nuestra Tierra
| Año  | Trabajo nominado                  | Categoría                | Resultado |
| ---- | --------------------------------- | ------------------------ | --------- |
| 2020 | Amantes Tour (con Greeicy)        | Mejor gira de conciertos | Nominado  |
| 2021 | Mike Bahia                        | Artista Pop del Año      | Nominado  |
| 2021 | Detente (con Danny Ocean)         | Mejor vídeo del año      | Nominado  |
| 2022 | Mike Bahia                        | Artista Pop del Año      | Nominado  |
| 2022 | La Rutina                         | Canción Pop del Año      | Nominado  |
| 2023 | Att: Amor (feat. Greeicy)         | Canción del Año          | Nominado  |
| 2023 | El Egoísmo (feat. Dekko y Keityn) | Colaboración urbana      | Nominado  |
| 2023 | Mike Bahia                        | Artista Pop del Año      | Nominado  |
| 2024 | Mi Pecadito (feat. Greeicy)       | Canción del Año          | Nominado  |
| 2024 | Contigo                           | Álbum del Año            | Nominado  |
| 2024 | Mike Bahia                        | Artista Pop Masculino    | Nominado  |

### Premios Grammy Latinos
| Año  | Trabajo nominado | Categoría           | Resultado |
| ---- | ---------------- | ------------------- | --------- |
| 2020 | Él mismo         | Mejor Artista Nuevo | Ganador   |

| Premio                                        | Colaboraciones                                      | Año  | Eventos                  |
| --------------------------------------------- | --------------------------------------------------- | ---- | ------------------------ |
| Mejor Construcción de Marca                   | Caracol Televisión, con la campaña La mamá perfecta | 2017 | IAB Mixx Awards Colpmbia |
| Mejor Programa Favorito de Plataforma Digital | Cotorreando de Caracoltv.com                        | 2017 | Premios Tv y Novelas     |
| Mejor Productora Nativa Digital del Año       | Caracol Next                                        | 2016 | Produ Awards             |

### Premios Heat
| Año  | Trabajo nominado | Categoría                   | Resultado |
| ---- | ---------------- | --------------------------- | --------- |
| 2023 | Él mismo         | Mejor Artista Región Andina | Ganador   |